# Pseudomys mimulus
Pseudomys mimulus — вид гризунів родини мишевих (Muridae). Ареал: Австралія. Вид відокремлено від P. delicatulus і включає P. pilligaensis.